# Josef Adamczyk
Josef Adamczyk (w 1939 r. zmienił nazwisko na Adams) (ur. 20 marca 1901 w Rzuchowie, zm. 12 lutego 1971 w Hanowerze) – niemiecki polityk, poseł do Reichstagu z ramienia NSDAP, funkcjonariusz SS, zbrodniarz hitlerowski. 
W czasie powstań śląskich walczył w oddziałach Freikorpsów, za co dwa razy otrzymał order Schlesisches Bewährungsabzeichen. W 1921 r. wstąpił do SA, w 1923 r. do NSDAP, w 1931 r. do SS (numer legitymacji 6165). W 1933 wybrany na posła Reichstagu I kadencji (1933-1936) z okręgu opolskiego. Prezydent rejencji opolskiej na przełomie 1936/1937 r. W 1938 r. otrzymał stopień Oberführera. Od 1943 r. zastępca gauleitera prowincji górnośląskiej.